# Heilig-Geist-Kirche (Mupperg)

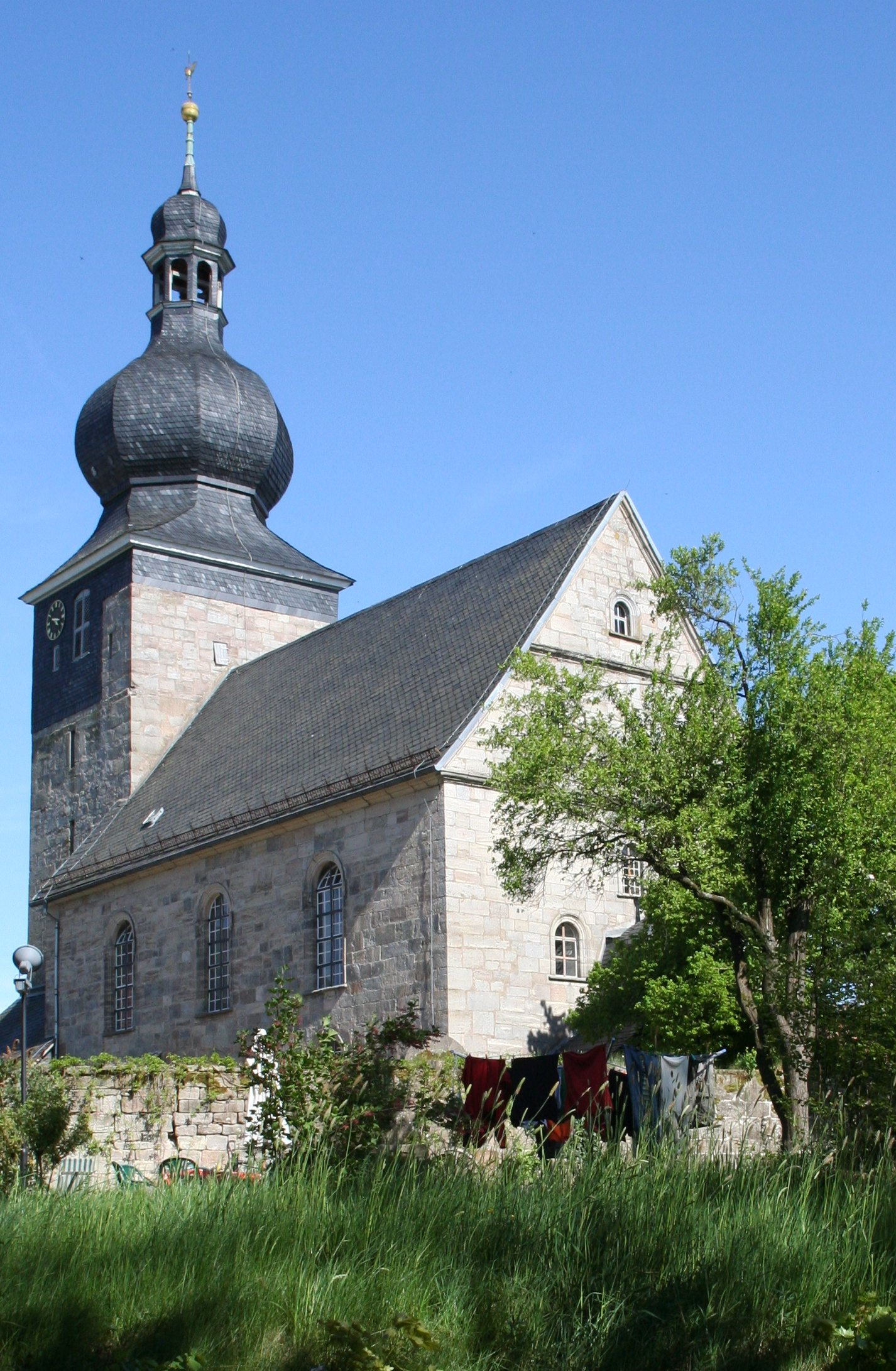
Evangelische Kirche Mupperg

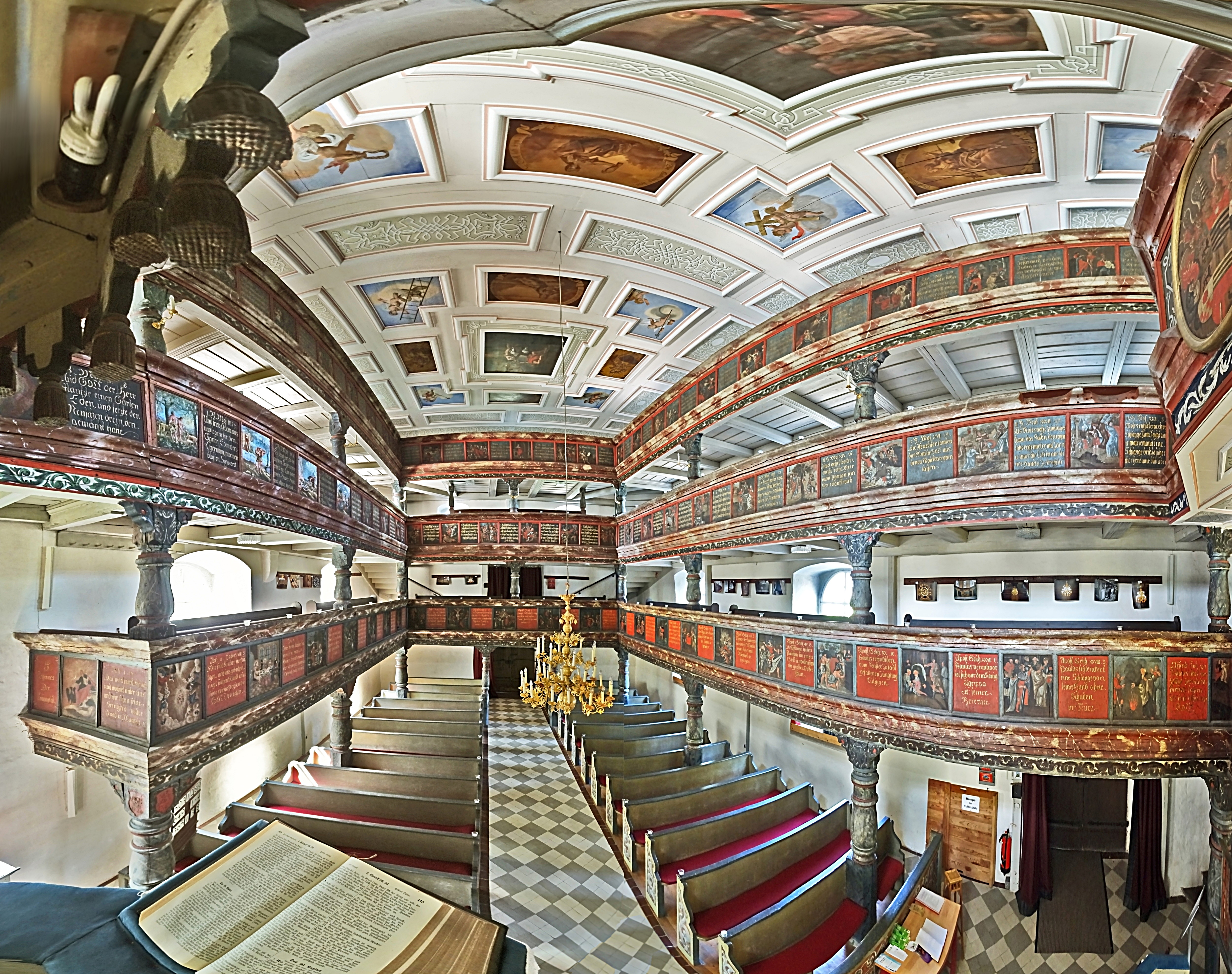
Innenraum Panorama

Die evangelisch-lutherische Heilig-Geist-Kirche befindet sich in Mupperg, einem Ortsteil der Gemeinde Föritztal im Landkreis Sonneberg in Thüringen. Die denkmalgeschützte Saalkirche steht ortsbildprägend in der Mitte des Dorfes.

## Gemeinde
Wohl im 11. Jahrhundert gründeten die Grafen von Schweinfurt in Mupperg eine Eigenkirche, die dem Sprengel der Urpfarrei in Fechheim zugeordnet war. Nach einer 1069 bzw. 1071 datierten urkundlichen Erwähnung soll die Markgräfin Alberada von Schweinfurt Mupperg mit einer Kapelle dem Kloster Banz als Erstausstattung geschenkt haben. Die Inkorporation erfolgte jedoch erst 1242. Die Gründungsurkunden des Benediktinerklosters sind allerdings teilweise im 12. Jahrhundert gefälscht worden. 1148 wurde die Mupperger Kapelle als Kirche bezeichnet, für die 1241 ein Pfarrer dokumentiert ist, der auch für Effelder zuständig war.
Anfang des 16. Jahrhunderts umfasste der Sprengel der Pfarrei die Orte Mogger, Oerlsdorf, Fürth am Berg, Heubisch, Liebau, Teile von Sichelreuth und zwei Höfe in Unterlind sowie Gefell mit der Filialkirche St. Nikolaus. Ab 1520 predigte ein evangelischer Pfarrer in Mupperg.

## Baugeschichte
Baureste der ersten romanischen Kapelle aus dem 11. Jahrhundert sind nicht bekannt. 1451 entstand an ihrer Stelle ein gotisch gestalteter Kirchenneubau mit einem polygonalen Chor und einem Langhaus. Der Anbau der Sakristei wurde etwas später durchgeführt. 1719/20 erfolgte der Abbruch des Langhauses und der Neuaufbau mit einer größeren Höhe und einer dritten Empore. Am 26. Mai 1722 war die Weihe als Heilig-Geist-Kirche und 1728 die Fertigstellung der barocken Ausmalung. 1783 zerstörte ein Brand infolge eines Blitzeinschlages den Kirchturm, die Glocken und die Orgel. Das bis dahin spitze Turmdach war 1784 durch eine Welsche Haube mit einer Laterene ersetzt worden.
Eine Umgestaltung des Kirchenraums folgte im Jahr 1838. Dabei wurde die barocke Fassung durch eine spätklassizistische Fassung ersetzt. Ende des 19. Jahrhunderts bemalte der Coburger Dekorationsmaler Klett den Chorbereich im historistischen Stil. Ludwig Friedrich aus Mupperg stellte schließlich im Jahr 1951 die ursprüngliche barocke Ausmalung des Kirchraums wieder her. Außerdem wurden Fragmente gotischer Malereien im Chor freigelegt und restauriert. Nach grundhaften Erhaltungsmaßnahmen in den 1990er Jahren wurden Anfang der 2000er Jahre die Malereien restauriert und Sanierungsmaßnahmen an den Säulen im Kirchenschiff durchgeführt.

## Architektur

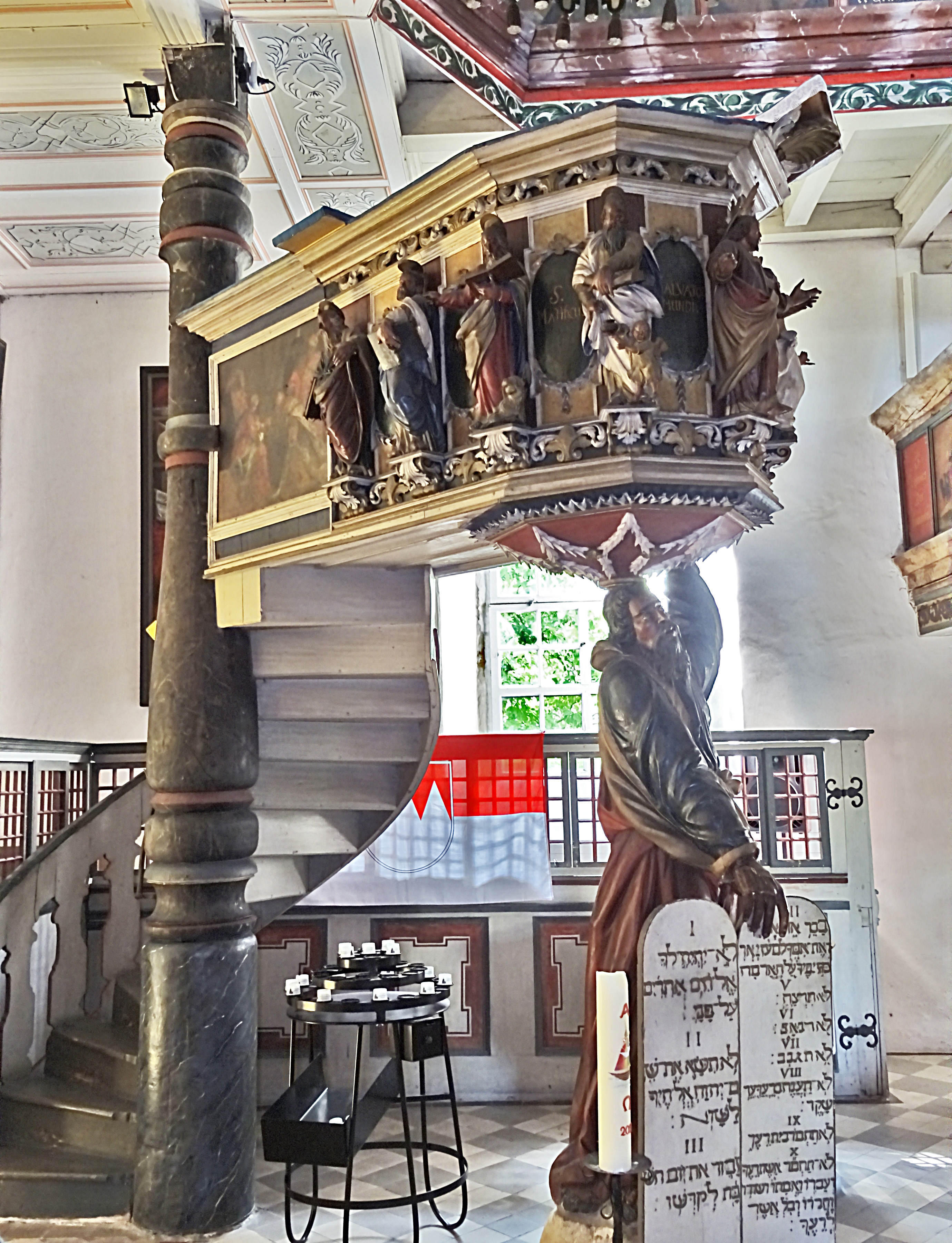
Die Kanzel

Das Langhaus der Saalkirche mit seiner Kassettendecke hat ein Satteldach und an den Längsseiten in Doppelreihen übereinander angeordnete Rundbogenfenster. An der westlichen Giebelseite befindet sich ein Nebeneingang sowie der überdachte Treppenaufgang zur Empore. Das Hauptportal steht an der Nordseite und wird durch eine Wappenkartusche von 1720 mit dem wettinischen Rautenkranz, gehalten von zwei Engelsfiguren, und einer Inschrift geschmückt.
Der Innenraum wird durch eine dreigeschossige Empore geprägt, die an drei Seiten steht und von korinthisch gestalteten Säulen getragen wird. Emporenfelder und die Decke sind mit biblischen Themen bemalt. Die Schriftfelder auf den Emporenbrüstungen haben eine erklärende Funktion.
Ein Triumphbogen, im Stil der Spätgotik bemalt, trennt das Langhaus vom Chorturm, an den im Osten der relativ kleine, eingezogene, polygonale Chor anschließt. Der Chor wird von einem Kreuzrippengewölbe mit gekehlten Rippen überspannt. Die Glasmalerei der Fenster im Chorscheitel stammt aus dem Jahr 1898, die der beiden benachbarten Fenster ist von 1935.
Die nördlich des Chores befindliche Sakristei hat ein Tonnengewölbe und an der Südseite eine Piscina.

## Ausstattung

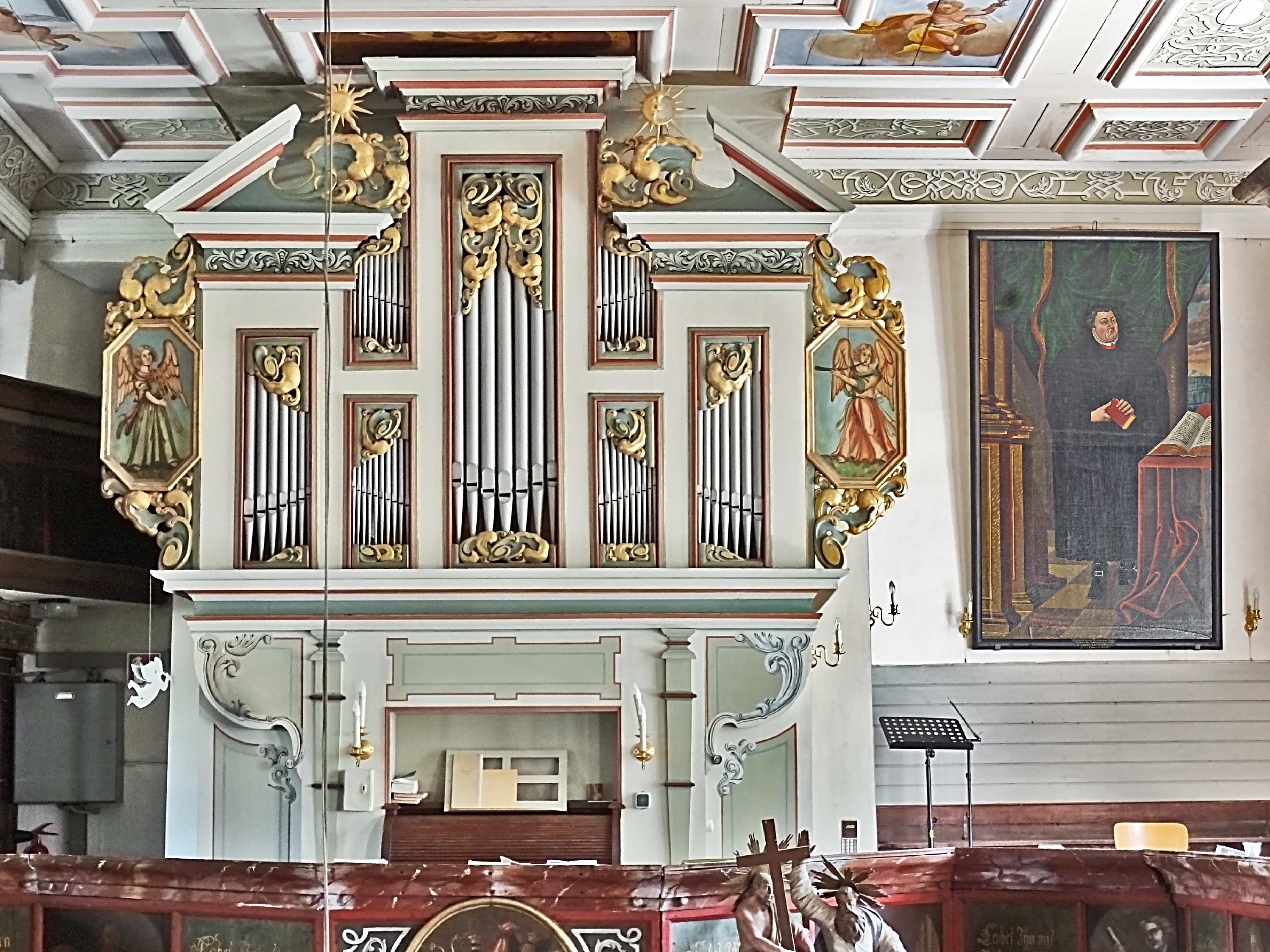
Die Strebel-Orgel

Die frei im Raum stehende hölzerne Kanzel aus dem Jahr 1720 ist ein Werk des Coburgers Bildhauers Georg Kaufmann. Der Kanzelkorb wird durch eine Mosesfigur mit den Gesetzestafeln getragen und ist mit Figuren die Christus, die vier Evangelisten und Petrus, Paulus sowie Andreas darstellen, verziert. Der Schalldeckel weist auf seiner Oberseite Darstellungen einer Taube, Gottvater mit der Weltkugel sowie Christus mit dem Kreuz auf. Das spätgotisch gestaltete Taufbecken mit seinem Blendmaßwerk hat eine barocke Fassung von 1720. Im Chor befindet sich ein Epitaph des Hans von Schaumberg, der 1559 starb, und eine Grabplatte für Christoph Caspar von Speßhardt, der 1694 starb. Die Gemälde im Langhaus zeigen Martin Luther und Porträts zweier Mupperger Pfarrer.
Die Orgel steht auf einer separaten Empore über dem Chor. Das ursprüngliche Instrument von 1729 restaurierte 1908 der Nürnberger Orgelbaumeister Johannes Strebel.
Im Kirchturm hängen drei Eisenhartguss-Glocken, die 1920 bei Schilling & Lattermann in Apolda gegossen wurden. Eine Bronzeglocke kam im Jahr 1949 hinzu.